# Fleetwood (Pensilvania)
Fleetwood es un borough ubicado en el condado de Berks en el estado estadounidense de Pensilvania. En el año 2000 tenía una población de 4,018 habitantes y una densidad poblacional de 1,490.2 personas por km².

## Geografía
Fleetwood se encuentra ubicado en las coordenadas 40°20′17″N 75°49′08″O / 40.33806, -75.81889.

## Demografía
Según la Oficina del Censo en 2000 los ingresos medios por hogar en la localidad eran de $48,621 y los ingresos medios por familia eran $60,051. Los hombres tenían unos ingresos medios de $39,559 frente a los $26,321 para las mujeres. La renta per cápita para la localidad era de $21,600. Alrededor del 2.8% de la población estaba por debajo del umbral de pobreza.